# Mbalizi Road
Mbalizi Road ist ein Verwaltungsbezirk (Ward) des Distrikts Mbeya (CC) in der tansanischen Region Mbeya.

## Geografie
Mbalizi Road ist ein kleiner Bezirk im Zentrum der Regionshauptstadt Mbeya. Die Grenze im Osten bildet die Nationalstraße T8. Die Fläche des Stadtteils beträgt 1,2 Quadratkilometer und bei der Volkszählung 2022 lebten hier 5691 Menschen in 1493 Haushalten.

## Gliederung
Der Bezirk besteht aus vier Stadtteilen (Mtaa):
- Sabasaba
- Kabisa
- Kisoki
- Mwasyoge